# The Amateur
The Amateur (conocida como Amateur en España y El amateur: Operación venganza en Hispanoamérica) es una película de espías y acción de justicieros estadounidense de 2025 dirigida por James Hawes y escrita por Ken Nolan y Gary Spinelli, basada en la novela homónima de 1981 de Robert Littell, que previamente fue adaptada a una película canadiense. Está protagonizada por Rami Malek, Rachel Brosnahan, Caitríona Balfe, Michael Stuhlbarg, Holt McCallany, Julianne Nicholson y Laurence Fishburne.
La película fue estrenada en Estados Unidos por 20th Century Studios el 11 de abril de 2025. La película recibió reseñas mixtas por parte de los críticos, que elogiaron la actuación de Malek pero criticaron la película por considerarla formulista.

## Sinopsis
Después de que Charles Heller, un criptógrafo de la CIA, pierde a su esposa en un ataque terrorista en Londres, se da cuenta de que sus jefes no actuarán debido a prioridades internas en conflicto. Comienza a chantajear a la agencia para que lo entrene y le permita ir tras ellos él mismo.

## Argumento
El criptógrafo de la CIA, Charlie Heller, restaura un viejo Cessna como regalo de su esposa, Sarah, quien se va de viaje de negocios a Londres, Reino Unido. En la división de Descifrado y Análisis de la CIA, Charlie se ha hecho amigo de un agente de campo apodado "el Oso" y de una fuente anónima con el nombre en clave "Inquiline". Los archivos clasificados de Inquiline revelan que Alex Moore, director del Centro de Actividades Especiales y jefe de Charlie, disfrazó ataques con drones con motivos políticos como atentados suicidas. Posteriormente, Charlie es llevado ante la directora de la CIA, Samantha O'Brien, quien le informa que Sarah ha muerto en un ataque terrorista.
Un afligido Charlie pronto presenta sus propios hallazgos. Tras un trato de armas fallido, los cuatro asaltantes tomaron como rehenes a Sarah y a otros, matándola antes de escapar. Charlie identifica a los sospechosos: el criminal bielorruso Mishka Blazhic, el exagente sudafricano de las fuerzas especiales Ellish, la exoficial de inteligencia armenia Gretchen Frank y el escurridizo cerebro Horst Schiller, asesino de Sarah. Sin embargo, Moore y su ayudante Caleb insisten en que trabajan para desmantelar toda la red de Schiller. Decidido a vengar a Sarah, Charlie confronta a Moore con sus órdenes incriminatorias, que causaron cientos de bajas civiles y aliadas. Amenazando con filtrar la información, Charlie exige los recursos para cazar personalmente a los cuatro asaltantes.
Enviado a entrenar con el coronel Robert Henderson en Camp Peary, Charlie, siendo un tímido con las armas, destaca en la fabricación de bombas, pero Henderson declara que simplemente no es capaz de matar. Al registrar la casa y la oficina de Charlie, Moore y Caleb encuentran un CD que escondió en la gramola de un bar, pero se dan cuenta de que estaba fanfarroneando. Henderson recibe la orden de eliminar a Charlie, quien pinchó los archivos que dejó en la oficina de Moore y ya se ha ido del país.
Charlie rastrea a Gretchen en París, Francia, siguiendo un tutorial de forzamiento de cerraduras para entrar en su apartamento. Descubre la cita de Gretchen en una clínica de alergias y coge un arma, pero no se atreve a dispararle. Atormentado por los recuerdos de Sarah, atrapa a Gretchen en la clínica en una cámara hipobárica que llena de polen. Charlie exige saber dónde está Schiller, pero no está dispuesto a dejar morir a Gretchen y la libera. Sin embargo, ella escapa a la calle y es atropellada mortalmente por un coche.
Tomándole el teléfono a Gretchen, Charlie huye a Marsella, donde Henderson lo acorrala en un bar, pero provoca una explosión en el baño y escapa. Solicita la ayuda de Inquiline y es llevado clandestinamente a Estambul, Turquía, donde Inquiline se revela como la viuda rusa de un ex oficial de la KGB asesinado, tras haber ocupado su lugar como fuente de Charlie. Rastrean a Blazhic hasta un hotel de lujo en Madrid, España, mientras que O'Brien descubre que Moore ha enviado a Henderson tras Charlie y despliega a su propio agente.
En Madrid, Charlie se enfrenta a Blazhic mientras nada en la piscina de la azotea del hotel, tras haber manipulado el equipo de buceo para descomprimir el aire entre los cristales. Cuando Blazhic se niega a cooperar, Charlie rompe el cristal y lo lanza a la muerte. Henderson casi lo atrapa, quien es atacado por el agente de O'Brien; en el forcejeo, Henderson recibe un disparo, pero mata al agente y Charlie escapa de la escena. Caleb se da cuenta de que Charlie se está comunicando con alguien y busca a Inquiline. Envía un equipo de asalto a Estambul, e Inquiline muere mientras huye con Charlie.
Charlie rastrea a Ellish en Rumania con el pretexto de venderle misiles y lo atrapa con un explosivo improvisado, obligándolo a revelar que Schiller opera desde un barco en el mar Báltico. Le quita el teléfono a Ellish y lo abandona a su suerte en la explosión. Charlie llega a Primorsk para espiar la operación de Schiller. Bear lo confronta, pero Charlie se niega a poner fin a su venganza.
Charlie es capturado y subido al barco de Schiller, donde se encuentra cara a cara con el asesino de Sarah. Aunque Schiller le ofrece un arma cargada y la oportunidad de vengarse, en cambio, Charlie revela que había pirateado el barco, dirigiéndolo al Golfo de Finlandia, donde Schiller es detenido por la policía finlandesa y la Interpol. Por otro lado, Moore y Caleb son arrestados por sus operaciones no autorizadas. Tras recibir la visita de un recuperado Henderson por sus méritos de haber atrapado a los responsables, Charlie termina la restauración de su avión y lo lleva a dar un paseo.

## Reparto
- Rami Malek como Charles "Charlie" Heller[3]
- Laurence Fishburne como Robert "Hendo" Henderson[4]
- Rachel Brosnahan como Sarah Heller[4]
- Caitriona Balfe como Inquiline / Davies[4]
- Michael Stuhlbarg como Horst Schiller
- Holt McCallany como Alex Moore[5]
- Julianne Nicholson como Samantha O'Brien[5]
- Danny Sapani como Caleb Horowitz
- Jon Bernthal como Jackson O'Brien
- Adrian Martinez como Carlos[6]
- Marc Rissmann como Mishka Blazhic
- Joseph Millson como Ellish
- Barbara Probst como Gretchen Frank
- Alice Hewkin como Ali Park
- Henry Garrett como Chief of Staff
- Takehiro Hira como The Professor

## Producción
El desarrollo de una nueva adaptación de la novela de Robert Littell se anunció por primera vez en noviembre de 2006, con Hugh Jackman como protagonista y Evan Katz escribiendo el guion. En febrero de 2023, se anunció que Hutch Parker y Dan Wilson producirían el proyecto para 20th Century Studios con James Hawes como director y Rami Malek en el papel principal. Malek también figuraba como productor ejecutivo del proyecto. En mayo, Rachel Brosnahan, Caitriona Balfe, Adrian Martinez, Laurence Fishburne, Holt McCallany y Julianne Nicholson se sumaron al elenco.
La fotografía principal comenzó en Londres en junio de 2023. Los lugares de rodaje están previstos para el sureste de Inglaterra, así como para Francia y Turquía. El rodaje se suspendió en julio debido a la huelga SAG-AFTRA de 2023. El rodaje se reanudó en diciembre de 2023.

## Estreno
Se estrenó el 10 de abril del 2025.

## Recepción

### Taquillas
Al 9 de junio de 2025, The Amateur había recaudado 40,8  millones de dólares en Estados Unidos y Canadá, y 55,2  millones de dólares en otros territorios, para un total mundial de 96  millones de dólares.
En Estados Unidos y Canadá, The Amateur se estrenó junto con Drop, Warfare y The King of Kings, y se proyectó que recaudaría entre 12 y 14 millones de dólares en 3300 salas en su fin de semana de estreno.   La película recaudó 5,99 millones de dólares en su primer día, incluidos 2 millones de dólares provenientes de proyecciones previas durante la semana. La película debutó recaudando 14,8 millones de dólares y quedó tercera en taquilla, detrás de A Minecraft Movie y The King of Kings .   En su segundo fin de semana, la película recaudó 6 millones de dólares (una caída del 53%), quedando en cuarto lugar. 

### Respuesta crítica
En el sitio web de reseñas Rotten Tomatoes, el 60% de las 177 críticas son positivas. El consenso del sitio web dice: «Rami Malek es un héroe de acción convincente y poco convencional en la por lo demás convencional The Amateur , que imparte justicia con una ejecución sólida pero una curiosa ausencia de carga emocional». Metacritic, que utiliza un promedio ponderado, le asignó a la película una puntuación de 52 sobre 100, basándose en 37 críticos, lo que indica reseñas «mixtas o regulares». El público encuestado por CinemaScore le dio a la película una calificación promedio de «B+» en una escala de A+ a F, mientras que los encuestados por PostTrak le dieron un 77% de puntuación positiva general, y el 57% afirmó que definitivamente la recomendaría.
David Ehrlich ' IndieWire, calificó la película como "un thriller de espías agresivamente competente".  Owen Gleiberman de Variety escribió: "La película no está mal hecha (nunca deja de ser digna de ver), pero se le ha metido mucha pulpa en la licuadora".  Wendy Ide de The Guardian le dio 3/5 estrellas, diciendo que tenía "una premisa prometedora y pulp, pero Malek se siente demasiado débil y falto de carisma para llevar adelante una película de acción".  AA Dowd Plantilla:'s Rolling Stone lo llamó "el tipo de thriller de espías de aeropuerto desechable que Hollywood rara vez hace, y que generalmente se ve bien, tal vez mejor, en cable durante una tarde de sábado tranquila". 
Brian Tallerico ' RogerEbert.com le dio a la película 1,5/4 estrellas. Escribió: «El problema fundamental de una película como esta es que la falta de personalidad obliga al espectador a considerar la trama, que es un completo disparate. Suspender la incredulidad es mucho más fácil cuando una película te da algo más a lo que aferrarte, lo cual no es el caso aquí, dejando a los espectadores atrapados en personajes superficiales y una trama absurda».  Kevin Maher de The Times le dio 2/5 estrellas y escribió: "Sería divertido si no fuera tan aburrido y tan extrañamente interpretado por Malek, un actor que aparentemente cree que una vida interna compleja se ilustra mejor con músculos faciales hiperactivos y la mirada fija de un zombi hosco". 